# Strassenbahn Freiburg im Üechtland
| Strassenbahn Freiburg                                               | Strassenbahn Freiburg                 |
| ------------------------------------------------------------------- | ------------------------------------- |
| Wagen 13 in der Rue de Lausanne                                     |                                       |
| Verlauf der Strassenbahnlinien dargestellt auf einer Karte von 2020 |                                       |
| Spurweite:                                                          | 1000 mm (Meterspur)                   |
| Stromsystem:                                                        | 500 Volt =                            |
| Maximale Neigung:                                                   | 93 ‰                                  |
|                                                                     |                                       |
| Betreiber:                                                          | Société des tramways de Fribourg (TF) |
| Eröffnung:                                                          | 28. Juli 1897                         |
| Stilllegung:                                                        | 31. März 1965                         |

Die Strassenbahn Freiburg (französisch Tramway de Fribourg) war eine in Freiburg und dessen Umland verkehrende meterspurige Strassenbahn, die von 1897 bis 1965 bestand und von Beginn an elektrisch betrieben wurde. Zuständiges Verkehrsunternehmen war die Société des tramways de Fribourg (TF), die sich nach Einstellung des Trams zu Transports en commun de Fribourg S.A. umbenannt hatte und im Jahr 2000 durch Fusion in den heutigen Freiburgischen Verkehrsbetrieben aufgegangen ist. Das Tramsystem wies Strecken mit Steigungen bis 93 ‰ auf und gehörte damit zu den steilsten Strassenbahnsystemen der Schweiz. Zwischen 1951 und 1965 wurde das Tram sukzessive durch den 1949 eröffneten Trolleybus Freiburg ersetzt.

## Geschichte

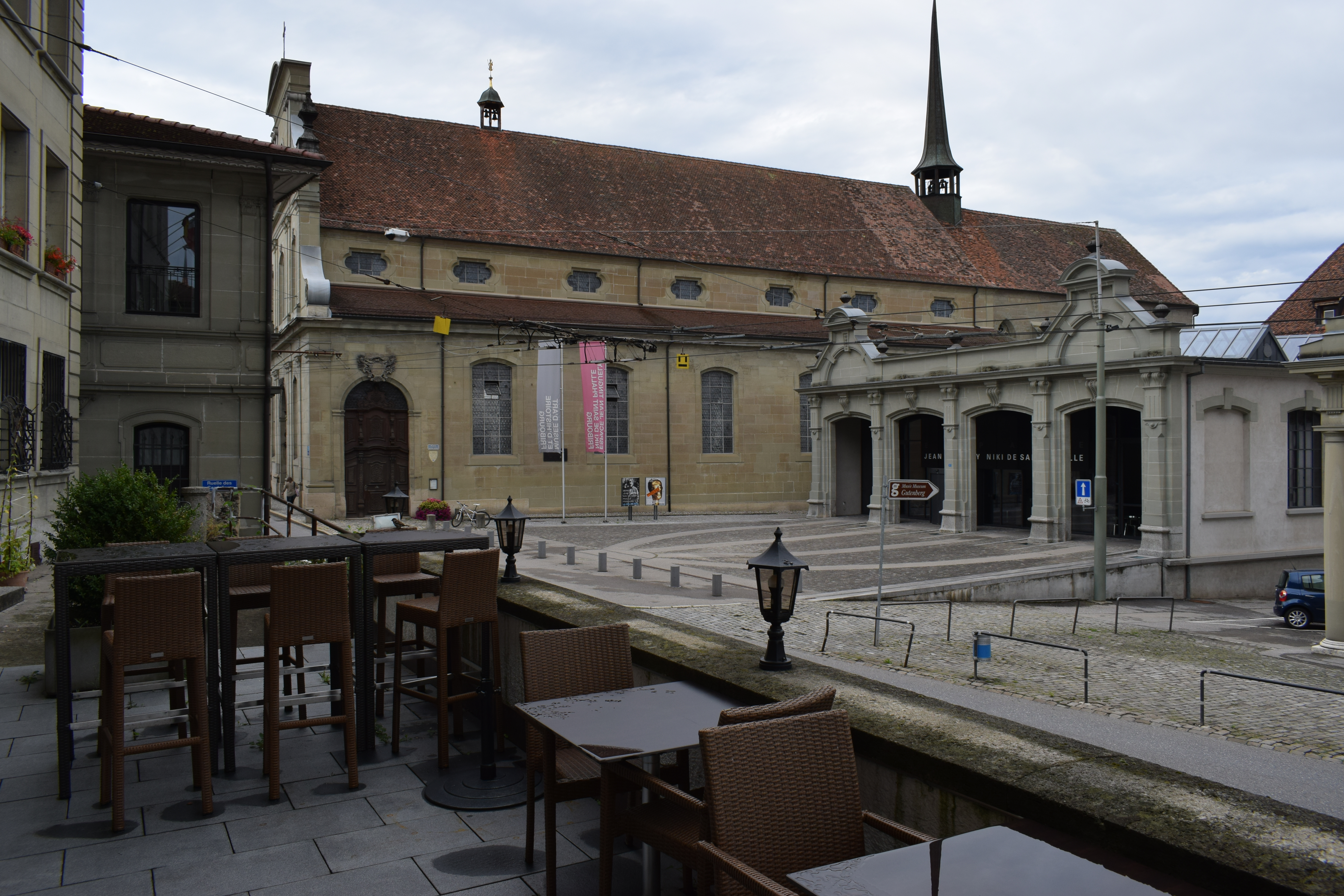
Ehemaliges Strassenbahn-Depot an der Place Notre-Dame, Lage von Gleiskörpern und Drehscheibe an der Pflasterung erkennbar

Die Bauarbeiten für die erste Linie Bahnhof–Tilleul–Pont-suspendu – diese war 1,3 Kilometer lang – begannen am 20. April 1897, die Eröffnung erfolgte am 28. Juli 1897. Die weiteren Abschnitte folgten wie nachstehend:
- 14. Juni 1900: Bahnhof–Pérolles und Bahnhof–Beauregard
- 31. Oktober 1912: Tilleul–Poya-cimetière
- 9. Juni 1913: Poya–Grandfey
- 16. November 1924: Zähringen–Schönberg
- 17. Dezember 1936: Beauregard–Vignettaz

Damit hatte die Strassenbahn ihre maximale Ausdehnung erreicht. Zuletzt verkehrte sie nur noch auf der Strecke Pérolles–Bahnhof–Tilleul–Cimetière, bevor am 31. März 1965 schliesslich auch dieser Abschnitt auf Trolleybus-Betrieb umgestellt wurde.

## Fahrzeuge
| Nummer | Typ    | Baujahr | Länge  | Achsstand | Gewicht   | Hersteller       | Verbleib                                                    |
| ------ | ------ | ------- | ------ | --------- | --------- | ---------------- | ----------------------------------------------------------- |
| 01     | Ce 2/2 | 1897    | 7,35 m | 1,55 m    | 07'000 kg | Rathgeber / SAAS | Paris, Musée des transports urbains, interurbains et ruraux |
| 02     | Ce 2/2 | 1897    | 7,35 m | 1,55 m    | 07'000 kg | Rathgeber / SAAS | verschrottet                                                |
| 03     | Ce 2/2 | 1897    | 7,35 m | 1,55 m    | 07'000 kg | Rathgeber / SAAS | verschrottet                                                |
| 04     | Ce 2/2 | 1897    | 7,35 m | 1,55 m    | 07'000 kg | Rathgeber / SAAS | Detroit                                                     |
| 05     | Ce 2/2 | 1900    | 7,35 m | 1,55 m    | 08'500 kg | SWS / SAAS       | zunächst AMUTRA, Brüssel – heute AMITRAM, Lille             |
| 06     | Ce 2/2 | 1900    | 7,35 m | 1,55 m    | 08'500 kg | SWS / SAAS       | 1996 verschrottet                                           |
| 07     | Ce 2/2 | 1904    | 7,35 m | 1,65 m    | 08'500 kg | Rathgeber / SAAS | Museumsbahn Blonay–Chamby                                   |
| 08     | Ce 2/2 | 1904    | 7,35 m | 1,65 m    | 08'500 kg | Rathgeber / SAAS | verschrottet                                                |
| 09     | Ce 2/2 | 1913    | 9,20 m | 3,00 m    | 11'800 kg | SIG / SAAS       | 2010 > Givisiez, Club du Tramway de Fribourg                |
| 10     | Ce 2/2 | 1913    | 9,20 m | 3,00 m    | 11'800 kg | SIG / SAAS       | 2010 verschrottet                                           |
| 11     | Ce 2/2 | 1913    | 9,20 m | 3,00 m    | 11'800 kg | SIG / SAAS       | 1970 verschrottet                                           |
| 12     | Ce 2/2 | 1913    | 9,20 m | 3,00 m    | 11'800 kg | SIG / SAAS       | verschrottet                                                |
| 13     | Ce 2/2 | 1913    | 9,20 m | 3,00 m    | 11'800 kg | SIG / SAAS       | verschrottet                                                |

## Galerie

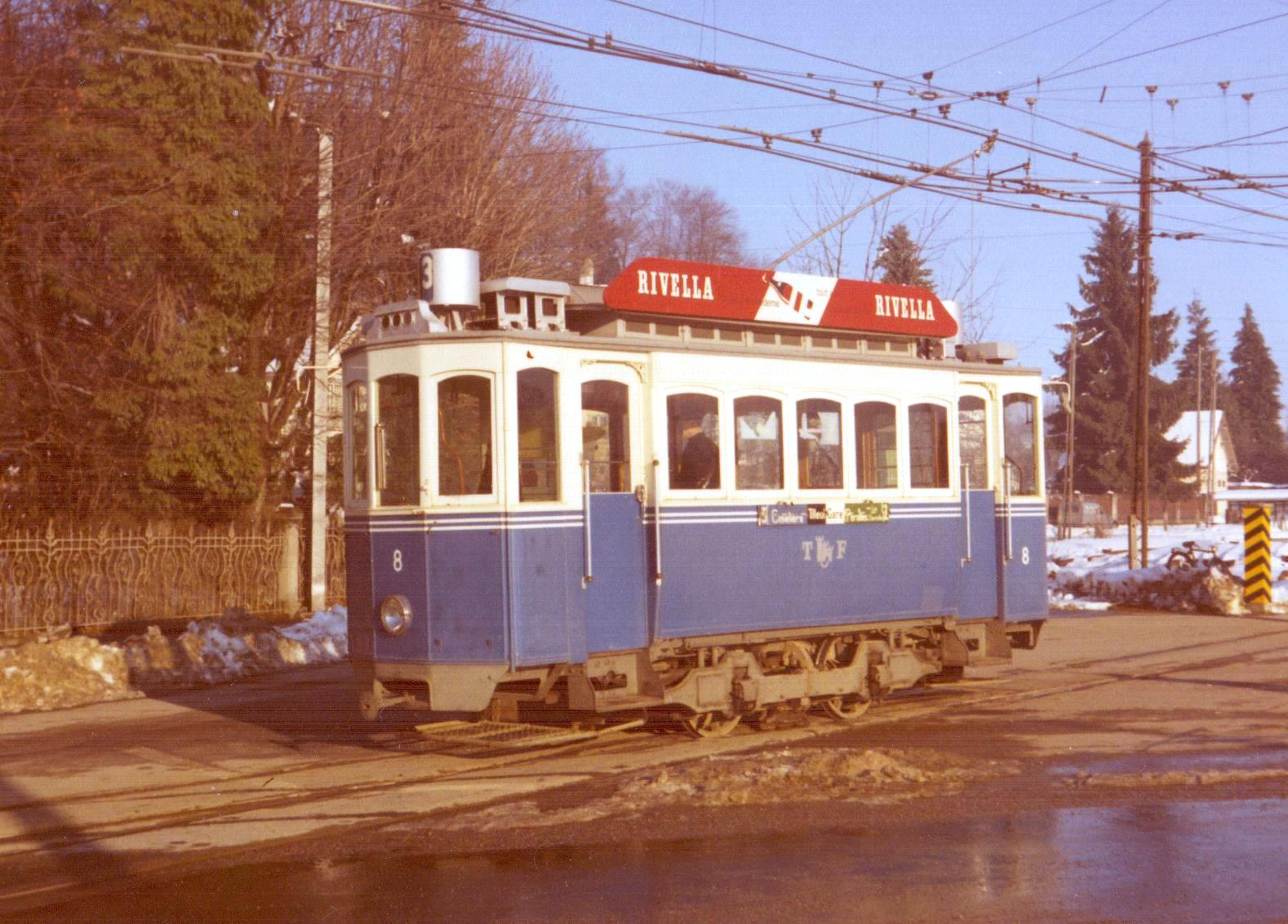
Wagen 8 im Jahr 1965
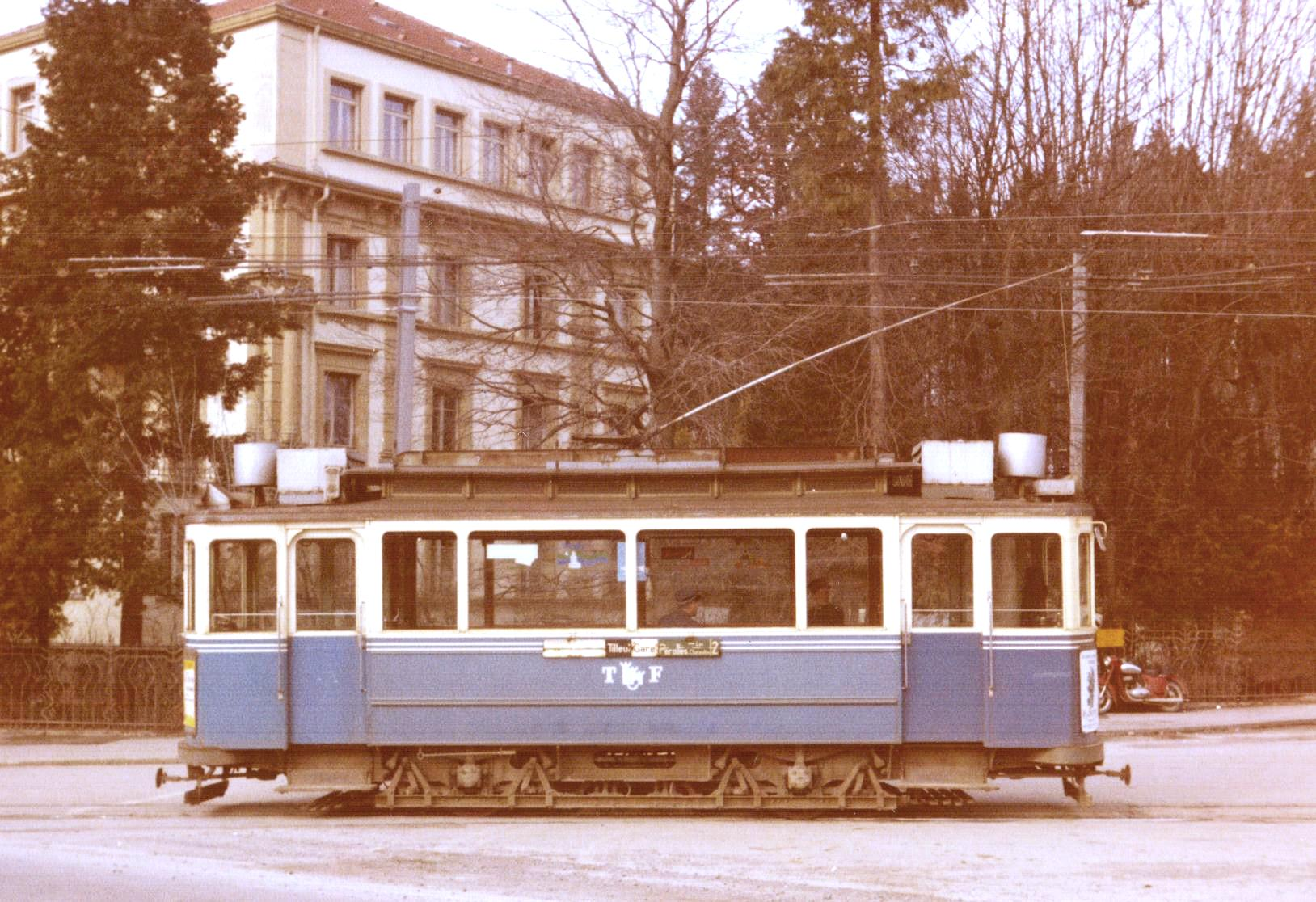
Wagen 13 im Jahr 1965
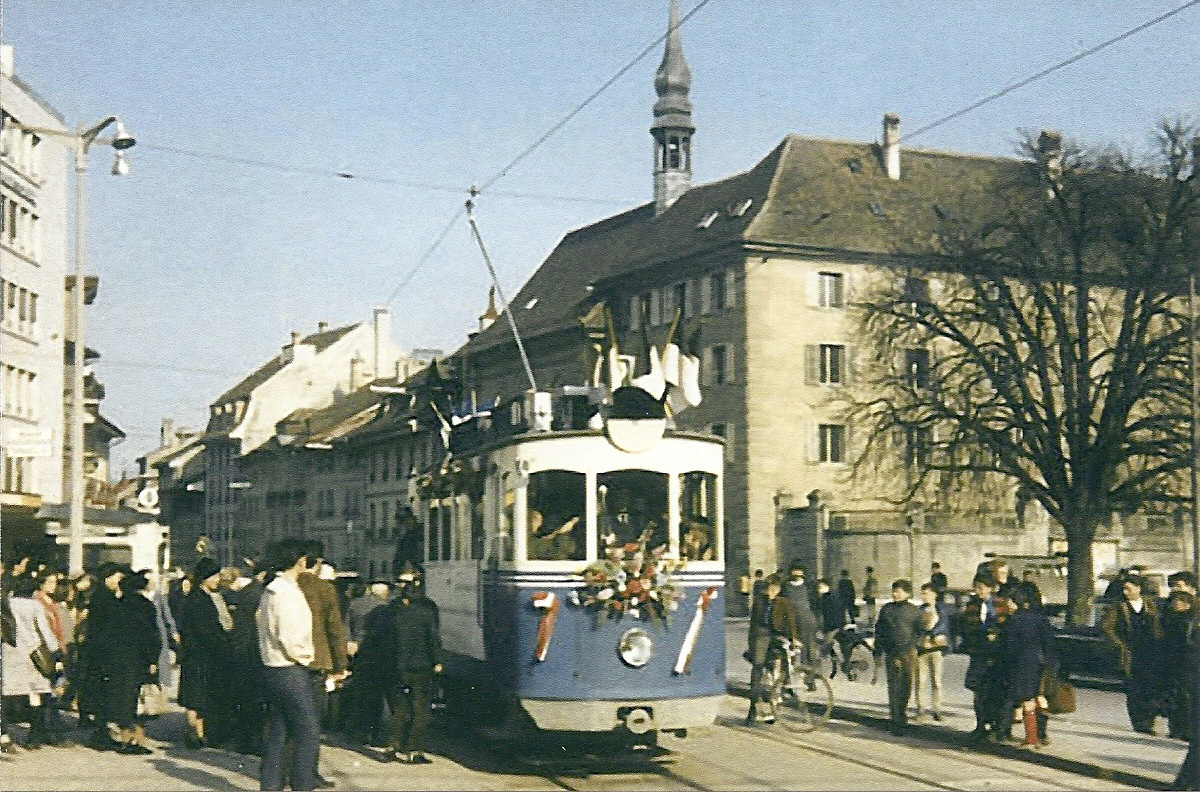
Abschiedsfahrt
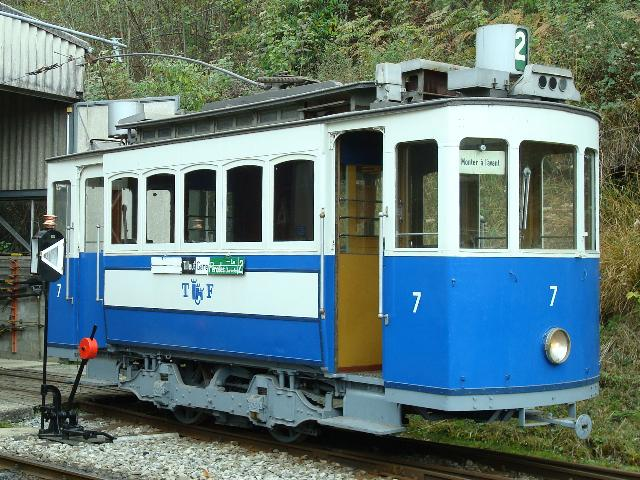
Der erhaltene Wagen 7 bei der Museumsbahn Blonay–Chamby